# پارادوکس پروبستینگ
در تئوری آمار، پارادوکس پروبستینگ (Proebsting's paradox) در واقع این موضوع را بحث می کند که محک کلی (Kelly criterion) می تواند درست عمل نکند یا خیر. این موضوع بحث هایی را راجع به کاربرد محک کلی به خصوص در سرمایه گذاری به وجود می آورد. این پارادوکس، اولین بار توسط تاد پروبستینگ (Todd Proebsting) به وجود امد و توسط ادوارد ا تورپ (Edward O.Thorp) بررسی شد.

## مسئله
فرض کنید کسی یک شرط بندی به ما پیشنهاد داده است. در زمانی در آینده، یک سکه با احتمال {\displaystyle p} برای شیر انداخته خواهد شد که اگر شیر بیاید، ما میبریم و به ازای هر پولی که قرار داده ایم، علاوه بر خودش، {\displaystyle b} برابر آن را دریافت می کنیم و اگر باختیم، پولی که قرار داده ایم را می‌بازیم. چقدر پول شرط بندی کنیم؟
فرض کنید یک شرط بندی داریم که احتمال بردن و باختن برابر است و فرض کنید {\displaystyle b} برابر پولی که میگذاریم به همراه پولی که گذاشته ایم، اگر ببریم به ما داده خواهد شد و اگر ببازیم، همان پولی را که گذاشته ایم، از دست خواهیم داد. محک کلی میگوید که {\displaystyle f^{*}} برابر پول خود را در شرط بندی قرار دهیم:
{\displaystyle f^{*}={\frac {b-1}{2b}}}
به عنوان مثال اگر {\displaystyle b=2} باشد، محک کلی به می گوید که 25 درصد پول خود را قرار دهیم و یا اگر {\displaystyle b=5} باشد، 40 درصد آنرا. در واقع اگر فرض کنید که {\displaystyle b=5} باشد و ما یک دلار قرار دهیم، علاوه بر یک دلار خود، در صورت بردن 5 دلار دیگر به ما داده خواهد شد.
حال فرض کنید می خواهیم شرط بندی کنیم که {\displaystyle b=2} باشد و قبل از معلوم شدن نتیجه نهایی، طرف مقابل به ما پیشنهاد گذاشتن پول بیشتر برای {\displaystyle b=5} دهد. دور اول طبق محک کلی ما 0.25 پول خود را قرار میدهیم (پول خود را {\displaystyle a} فرض کنید). در این صورت اگر ببریم پول ما {\displaystyle 1.5a} خواهد بود و اگر ببازیم {\displaystyle 0.75a}. در واقع اگر {\displaystyle X} را یک متغیر تصادفی برنولی تعریف کنیم که به احتمال {\displaystyle p} یک باشد (این جا {\displaystyle p} برابر با 0.5 است و یک بودن متغیر، معادل برنده شدن ماست)، آنگاه پول ما در نهایت برابر است با {\displaystyle a(1-f^{*}+(b+1)f^{*}X)}.
حال فرض کنید برای دور دوم {\displaystyle f^{*}} برابر پول خود را قرار دهیم. بنابراین اگر ببریم، پول ما {\displaystyle (1.5+5f^{*})a} خواهد بود و اگر ببازیم، پول ما درنهایت {\displaystyle (0.75-f^{*})a} خواهد بود.
حال برای این که متوسط پول ما در بیشترین حالت ممکن باشد، لازم است عبارت زیر ماکسیمم شود (پول ما ماکسیمم شود با این که لگاریتم آن ماکسیمم شود تفاوتی ندارد):
{\displaystyle 0.5\ln(1.5+5f^{*})+0.5\ln(0.75-f^{*})}
(احتمال رخ دادن هر حالت باخت یا برد، 50 درصد است و منظور از متوسط همان امیدریاضی است)
حال چون میخواهیم این عبارت بر حسب {\displaystyle f^{*}} ماکسیمم شود، پس مشتق آن بر حسب همین متغیر باید صفر شود:
{\displaystyle 0.5({\frac {5}{1.5+5f^{*}}}-{\frac {1}{0.75-f^{*}}})=0}
پس داریم:
{\displaystyle 5(0.75-f^{*})=1.5+5f^{*}}
{\displaystyle 2.25=10f^{*}}
{\displaystyle f^{*}=0.225}
پس در نهایت مقدار پولی که باید قرار دهیم، {\displaystyle 0.25+0.225=0.475} برابر پول اولیه‌مان است. پارادوکسی که به نظر پروبستینگ آمد، این بود که این مقدار از 0.4 پول ما به عنوان محک کلی اگر از اول بدانیم که {\displaystyle b=5} است، بیشتر است. در واقع اگر از اول کار بدانیم که قرار است شرط بندی به {\displaystyle b=5} تغییر کند، این که 0.475 درصد پولمان را قرار دهیم (در مجموع)، بهتر از این است که از اول 0.4 پولمان را قرار دهیم.
او این مسئله را با ادوارد تورپ در میان گذاشت و او با بررسی محک کلی فهمید که محک کلی در موقعیت دیگری به گونه ی زیر عمل می کند: اگر بار اول {\displaystyle b=2} ، بار دوم {\displaystyle b=4} و بار سوم {\displaystyle b=8} و الی اخر، {\displaystyle b} برابر با توان های دو باشد (همه ی این پیشنهاد ها قبل از دیدن نتیجه نهایی و انداختن سکه داده می شود)، محک کلی برای هر مرحله اگر {\displaystyle b=2^{n}} باشد، عدد {\displaystyle {\frac {3^{n-1}}{4^{n}}}} را پیشنهاد میدهد. در این صورت چون جمع این اعداد برابر با یک است {\displaystyle (\textstyle \sum _{n=1}^{\infty }\displaystyle {\frac {3^{n-1}}{4^{n}}}=1)} ، پس به احتمال 50 درصد فرد کل سرمایه خود را از دست خواهد داد.
او بعد از بررسی بیشتر، فرمول زیر را پیشنهاد داد. اگر فرد برای {\displaystyle b=b_{1}} شرط ببندد و قبل از رسیدن به نتیجه نهایی، فرد مقابل پیشنهاد {\displaystyle b=b_{2}} را بدهد، فرد اول به مقدار زیر از پول خود قرار خواهد داد :
{\displaystyle f^{*}={\frac {b_{2}-1}{2b_{2}}}+{\frac {b_{1}-1}{4}}({\frac {1}{b_{1}}}-{\frac {1}{b_{2}}})}
کسر اول همان مقدار پیشنهاد شده ی محک کلی است اگر از اول بدانیم که {\displaystyle b=b_{2}} و کسر بعدی را زمانی جمع می کنیم که {\displaystyle b_{1}<b_{2}} باشد. در واقع اگر {\displaystyle f^{*}} با جمع کسر دوم بیشتر شود، این جمع را انجام می دهیم. (با کمی بررسی {\displaystyle f^{*}} در میابیم که مقدار آن همواره از یک کمتر است یعنی کل پول خود را شرط بندی نمی‌کنیم.)

### مثال هایی در زندگی
در خیلی از شرط بندی ها احتمالات بردن و باختن و مقدار {\displaystyle b} ممکن است قبل از معلوم شدن نتیجه عوض شود. برای مثال در مسابقات، احتمال بردن کسی حتی قبل از خود برنامه عوض می شود، پس کسانی که در شرط بندی شرکت می کنند، {\displaystyle b} خود را تغییر خواهند داد. در این بین کسانی که شرط بندی را اداره می کنند روی این تمرکز می کنند که تغییرات احتمال ها چگونه است تا این که خروجی اصلی را پیش بینی کنند.
یا برای مثال قیمت یک سهام در طول روز مدام عوض می شود، بنابراین افراد روی احتمال تغییر سهام در زمان کم تمرکز می کنند تا نتایج قابل پیش بینی بلند مدت.

## نتیجه گیری
در واقع پارادوکسی وجود ندارد. محک کلی بهترین شرط بندی را پیشنهاد می کند، در صورتی که بدانیم احتمالات و {\displaystyle b} عوض نخواهد شد. مشخصا اگر کسی که شرط می بندد بداند که {\displaystyle b} ممکن است عوض شود، از روش دیگری استفاده خواهد کرد.